# テイラー・シリング
テイラー・シリング（Taylor Schilling, 1984年7月27日 - ）は、アメリカ合衆国の女優。ネットフリックスのオリジナルドラマ『オレンジ・イズ・ニュー・ブラック』のパイパー・チャップマン役で特に知られている。

## 生い立ち
1984年7月27日、マサチューセッツ州ボストンにて生まれる。父親は元検事のロバート・J・シリング。両親は離婚しており、ウェスト・ロックスベリーとウェイランドで育てられた。
NBCの医療ドラマ『ER緊急救命室』のファンであり、若年期より演技を始めた。中学校の演劇プログラムで本格的に演技を始め、舞台劇『屋根の上のバイオリン弾き』に出演。
2002年にウェイランド高校を卒業後、フォーダム大学のリンカーン・センター・キャンパスに通いながら舞台出演を続け、2006年に学士号を取得。その後、ニューヨーク大学のティッシュ・スクール・オブ・ザ・アーツの大学院に入学して演技を学んだ。

## 私生活
シリングは自身のセクシュアリティについて、「私はたくさんの人たちととても真剣に付き合ってきたし、とても広大な人間です。私の中にレッテルを貼れるような部分はありません。私は箱には収まらない。それは単純化されすぎていて…たくさんの愛を受けてきたし、それがどこから来たかなんて気にしない」と述べている。また、2019年には、「男性とも女性とも付き合ったことがあります。性別ではなく、人間についてのことですから。単に他人を安心させるためだけにレッテルに囚われたりしないということは、より急進的な政治活動です。私は様々な人たちと真剣に交際してきました」と語った。
2020年6月のプライド月間には、自身のInstagramを通して、アーティストのエミリー・リッツと交際していることを公表した。

## 出演作品

### 映画
| 公開年 | 邦題 原題                          | 役名                                       | 備考                                                                       |
| ------ | ---------------------------------- | ------------------------------------------ | -------------------------------------------------------------------------- |
| 2007   | アフター・ザ・レイン Dark Matter   | ジャッキー Jackie                          |                                                                            |
| 2011   | Atlas Shrugged: Part I             | ダグニー・タガート Dagny Taggart           |                                                                            |
| 2012   | 一枚のめぐり逢い The Lucky One     | ベス・グリーン Beth Green                  | ティーン・チョイス・アワード 映画女優賞（ロマンス部門） / キス賞ノミネート |
| 2012   | アルゴ Argo                        | クリスティーン・メンデス Christine Mendez  |                                                                            |
| 2013   | Stay                               | Abbey                                      |                                                                            |
| 2015   | The Overnight                      | Emily                                      |                                                                            |
| 2017   | テイク・ミー Take Me               | アナ Anna St. Blair                        |                                                                            |
| 2017   | フィルのフィロソフィー Phil        | サマンサ・フォード Samantha Ford           |                                                                            |
| 2018   | タイタン The Titan                 | アビゲイル・ジャンセン Dr. Abigail Janssen | Netflix映画                                                                |
| 2018   | パブリック 図書館の奇跡 The Public | アンジェラ Angela                          |                                                                            |
| 2018   | ファミリー Family                  | ケイト・ストーン Kate Stone                |                                                                            |
| 2019   | プロディッジー The Prodigy         | サラ・ブルーム Sarah Blume                 |                                                                            |
| 2023   | Queen of Bones                     | Ida May                                    |                                                                            |

### テレビシリーズ
| 年        | 原題 邦題                                                | 役名                                                     | 備考                                     |
| --------- | -------------------------------------------------------- | -------------------------------------------------------- | ---------------------------------------- |
| 2009-2010 | マーシー・ホスピタル Mercy                               | ヴェロニカ・キャラハン Veronica Flanagan Callahan        | シリーズレギュラー / 計22話に出演        |
| 2013-2019 | オレンジ・イズ・ニュー・ブラック Orange Is the New Black | パイパー・チャップマン Piper Chapman                     | Netflixドラマ 主演 / 全91話に出演        |
| 2016      | ドランク・ヒストリー Drunk History                       | エミリー・ウォーレン・ローブリング Emily Warren Roebling | 第4シーズン第7話「Landmarks」            |
| 2020      | モンスターランド Monsterland                             | ケイト・フェルドマン Kate Feldman                        | Huluドラマ 第5話「Plainfield, Illinois」 |
| 2021      | ザ・バイト The Bite                                      | リリー Lily Leithauser                                   | 全6話に出演                              |
| 2022      | パム＆トミー Pam & Tommy                                 | エリカ・ゴティエ Erica Gauthier                          |                                          |
| 2022-2023 | Pantheon                                                 | Renee                                                    | 声優として出演                           |
| 2023      | エドワードへの手紙 Dear Edward                           | レイシー Lacey Curtis                                    | 主演 / 全8話に出演                       |
| 2023      | American Horror Story: Delicate                          | 本人（カメオ出演）                                       | クレジットなし                           |
| 2024      | Accused                                                  | April                                                    |                                          |

### 舞台
| 年   | 原題 邦題              | 役名    | 備考                              |
| ---- | ---------------------- | ------- | --------------------------------- |
| 2015 | A Month in the Country | Natalya | Classic Stage Company             |
| 2024 | The Apiary             | Gwen    | Second Stage's Tony Kiser Theater |

## 受賞歴
| 年   | 賞                                   | 部門                                           | 作品                                 | 結果       | 出典   |
| ---- | ------------------------------------ | ---------------------------------------------- | ------------------------------------ | ---------- | ------ |
| 2012 | 第12回ティーン・チョイス・アワード   | 映画女優賞（ロマンス部門）                     | 『一枚のめぐり逢い』                 | ノミネート |        |
| 2012 | 第12回ティーン・チョイス・アワード   | キス賞（ザック・エフロンと共同受賞）           | 『一枚のめぐり逢い』                 | ノミネート |        |
| 2012 | ハリウッド映画祭                     | キャスト賞                                     | 『アルゴ』                           | 受賞       |        |
| 2013 | 第18回サテライト賞                   | テレビ主演女優賞（コメディシリーズ部門）       | 『オレンジ・イズ・ニュー・ブラック』 | 受賞       |        |
| 2013 | 第18回サテライト賞                   | キャスト賞（テレビシリーズ部門）               | 『オレンジ・イズ・ニュー・ブラック』 | 受賞       |        |
| 2013 | 第17回ウェビー賞                     | 主演女優賞                                     | 『オレンジ・イズ・ニュー・ブラック』 | 受賞       |        |
| 2014 | 第72回ゴールデングローブ賞           | 主演女優賞（ドラマ部門）                       | 『オレンジ・イズ・ニュー・ブラック』 | ノミネート |        |
| 2014 | 第66回プライムタイム・エミー賞       | 主演女優賞（コメディシリーズ部門）             | 『オレンジ・イズ・ニュー・ブラック』 | ノミネート |        |
| 2015 | 第73回ゴールデングローブ賞           | 主演女優賞（ミュージカル・コメディ部門）       | 『オレンジ・イズ・ニュー・ブラック』 | ノミネート |        |
| 2015 | 第20回サテライト賞                   | テレビ主演女優賞（ミュージカル・コメディ部門） | 『オレンジ・イズ・ニュー・ブラック』 | ノミネート |        |
| 2015 | 第22回全米映画俳優組合賞             | アンサンブル賞（コメディシリーズ）             | 『オレンジ・イズ・ニュー・ブラック』 | 受賞       |        |
| 2016 | 第21回サテライト賞                   | テレビ主演女優賞（ミュージカル・コメディ部門） | 『オレンジ・イズ・ニュー・ブラック』 | 受賞       |        |
| 2016 | 第23回全米映画俳優組合賞             | アンサンブル賞（コメディシリーズ部門）         | 『オレンジ・イズ・ニュー・ブラック』 | 受賞       |        |
| 2017 | 第44回ピープルズ・チョイス・アワード | 大好きなプレミアムシリーズ女優賞               | 『オレンジ・イズ・ニュー・ブラック』 | ノミネート | [ 10 ] |
| 2017 | 第22回サテライト賞                   | テレビ主演女優賞（ミュージカル・コメディ部門） | 『オレンジ・イズ・ニュー・ブラック』 | 受賞       | [ 11 ] |
| 2017 | 第24回全米映画俳優組合賞             | アンサンブル賞（コメディシリーズ部門）         | 『オレンジ・イズ・ニュー・ブラック』 | 受賞       |        |
| 2018 | 第25回全米映画俳優組合賞             | アンサンブル賞（コメディシリーズ部門）         | 『オレンジ・イズ・ニュー・ブラック』 | ノミネート |        |